# Didrepanephorus pilosus
Didrepanephorus pilosus är en skalbaggsart som beskrevs av Patrice Bouchard 2007. Didrepanephorus pilosus ingår i släktet Didrepanephorus och familjen Rutelidae. Inga underarter finns listade i Catalogue of Life.